# Santa Barbara (Muggia)
Santa Barbara (Korošci in sloveno) è una frazione del comune di Muggia.
Santa Barbara sorge a ridosso del confine italo-sloveno, sulle pendici del Monte Castellier. L'omonimo valico confinario la collega all'insediamento di Premanzano.

## Storia
Il luogo era abitato già in tempi remoti, come testimonia la presenza di un castelliere in arenaria, abitato dal 1600 a.C al 350 d.C. Nel sito sono stati rinvenuti vari oggetti, come pendagli, utensili e fibule, oltre ad alcune lapidi; una di esse riporta il nome "Ferisimo", appellativo, plausibilmente, di una divinità delle acque, mentre un'altra presenta da entrambi i lati una testa di corvo, simbolo legato al culto del dio Mitra, particolarmente diffuso nel II secolo d.C. tra i legionari e funzionari romani stanziati ai confini danubiani dell'impero. Poco distante dal castelliere è stata rinvenuta una necropoli con 34 sepolture. Dell'età medioevale non sono pervenute tracce murarie, ma solo alcuni materiali in ceramica lasciati con ogni probabilità dai pastori che si riparavano nel vecchio insediamento. Le prime attestazioni di una presenza stabile nell'area in età moderna risalgono invece al XVII secolo. La zona venne popolata da contadini di origine carinziana che parlavano il dialetto sloveno. La famiglia diede così all'abitato il nome Corosser (da cui il nome sloveno Korošci) che significa appunto “originario della Carinzia”.  Il borgo, come molti altri del comune di Muggia, fu un centro attivo della Resistenza, con un ruolo organizzativo o di raccordo tra le azioni pianificate dai partigiani istriani e da quelli della Venezia Giulia. In una casa di Santa Barbara trovò ospitalità nel corso del 1942 Alma Vivoda, la prima donna italiana caduta nella Resistenza, uccisa il 28 giugno 1943 a Trieste. A lei è stato intitolato il locale Circolo di cultura popolare.

## Monumenti e luoghi d'interesse
Dalla collina si gode di una ampia vista sul Golfo di Trieste e sulle alture vicine. Nel cuore del piccolo borgo è situata una chiesetta dedicata a Santa Barbara che dette il nome al paesetto. L'edificio sacro sorge sul luogo dove esisteva già nel XVII una cappella; lavori eseguiti nel 1874 conferirono alla chiesetta l'aspetto attuale, che conserva una pala d'altare raffigurante la Madonna in trono con il Bambino e ai lati San Simone e Santa Barbara. Un monumento eretto nel 1974 ricorda i nomi di 27 abitanti del borgo che morirono nell’atto di resistere alle truppe nazifasciste tra il 1942 e 1945.